# Nveng
Nveng ist ein Ort in der Provinz Wele-Nzas von Äquatorialguinea.

## Geographie
Der Ort befindet sich auf dem Festlandteil des Staates und im Hinterland der zukünftigen Hauptstadt Ciudad de la Paz. Eine Straße verbindet von Norden nach Süden verlaufend die nächstgelegenen Orte Abaamang, sowie Acom, und Nsemensoc. Im Nordwesten liegen die Rápidos Asoc-Bisón und der Mbini verläuft südlich des Ortes.

## Klima
In der Stadt, die sich nah am Äquator befindet, herrscht tropisches Klima.